# رومن اینز
رومن اینز (انگلیسی: Romain Inez؛ زادهٔ ۳۰ آوریل ۱۹۸۸) بازیکن فوتبال اهل فرانسه است.
از باشگاه‌هایی که در آن بازی کرده‌است می‌توان به باشگاه فوتبال متس، باشگاه فوتبال بوتو پلوودیو، باشگاه فوتبال کان، و باشگاه فوتبال پترولول پلویشت اشاره کرد.